# Seznam belgických královen
Manželky belgických panovníků byly všechny titulovány jako královna a oslovovány Veličenstvo, s výjimkou druhé manželky Leopolda III. Belgického, Mary Lilian Baelsové, která byla titulována jako belgická princezna a princezna z Réthy. Všichni belgičtí panovníci byli dosud muži, takže v seznamu jsou pouze královny manželky.

## Seznam
| Dynastie Sasko-Kobursko-Gothajská |                                      |                                               |                   |                   |                                          |                                      |                   |                       |
| Portrét                           | Jméno                                | Dynastie/otec                                 | Narození          | Sňatek            | Královnou od                             | Královnou do                         | Úmrtí             | Manžel                |
|                                   | Luisa Marie Francouzská              | Bourbon-Orléans                               | 3. duben 1812     | 9. srpen 1832     | 9. srpen 1832                            | 11. říjen 1850                       | 11. říjen 1850    | Leopold I. Belgický   |
|                                   | Marie Jindřiška Habsbursko-Lotrinská | Habsbursko-lotrinská dynastie                 | 23. srpen 1836    | 22. srpen 1853    | 10. prosinec 1865 nástup manžela na trůn | 19. září 1902                        | 19. září 1902     | Leopold II. Belgický  |
|                                   | Alžběta Gabriela Bavorská            | Wittelsbachové                                | 25. červenec 1876 | 2. říjen 1900     | 17. prosinec 1909 nástup manžela na trůn | 17. únor 1934 úmrtí manžela          | 23. listopad 1965 | Albert I. Belgický    |
|                                   | Astrid Švédská                       | Bernadotte                                    | 17. listopad 1905 | 4. listopad 1926  | 17. únor 1934 nástup manžela na trůn     | 29. srpen 1935                       | 29. srpen 1935    | Leopold III. Belgický |
|                                   | Mary Lilian Baels                    | Henri Baels                                   | 28. listopad 1916 | 6. prosinec 1941  | 6. prosinec 1941                         | 16. červenec 1951 manželova abdikace | 7. červen 2002    | Leopold III. Belgický |
|                                   | Fabiola Belgická                     | Gonzalo de Mora y Fernández, Riera y del Olmo | 11. červen 1928   | 15. prosinec 1960 | 15. prosinec 1960                        | 31. červenec 1993 úmrtí manžela      | 5. prosinec 2014  | Baudouin I. Belgický  |
|                                   | Paola Belgická                       | Fulco Ruffo di Calabria                       | 11. září 1937     | 2. červenec 1959  | 9. srpen 1993 nástup manžela na trůn     | 21. červenec 2013 manželova abdikace |                   | Albert II. Belgický   |
|                                   | Mathilde Belgická                    | Patrick d'Udekem d'Acoz                       | 20. leden 1973    | 4. prosinec 1999  | 21. červenec 2013 nástup manžela na trůn |                                      |                   | Philippe Belgický     |